# Снойльский, Карл-Юхан-Густав
Граф Карл-Юхан-Густав Снойльский (швед. Carl Johan Gustaf Snoilsky; 8 сентября 1841, Стокгольм, Швеция — 19 мая 1903, там же) — шведский поэт, аристократ, дипломат, библиотекарь
. Член Шведской академии (с 1876).

## Биография
С 1860 года обучался в Уппсальском университете, готовился к работе на дипломатической службе. После окончания учёбы начал работать в Министерстве иностранных дел Швеции. В 1864-1865 годах посетил  Мадрид и Париж. 
В 1879 году отправился во Флоренцию. В 1891 году вернулся в Стокгольм, где занял должность королевского библиотекаря. 

## Творчество
В 1861 году начал публиковать стихи под псевдонимом Свен Трёст.
Его талант обнаружился уже в его первых стихотворениях: «Sma Dikter» (Стокг., 1861) и «Orchideer» (ib., 1862). Своими «Dikter» (1869) и «Sonetter» он занял первое место среди шведских лирических поэтов. Позже явились «Nya Dikter» (1881), «Dikter, 3 Samlingen» (1883), «4 Samlingen» (1887) и перевод баллад Гёте (1876).
Снойльский — по преимуществу лирик и субъективный идеалист. Пылкие мечты о духовной и политической свободе составляют центр его произведений, блещущих красотой формы и ярким колоритом. Среди его лирико-эпических произведений особенно выделяются баллады. Переводил с немецкого языка. Творчество Карла Сноильского, консервативное по форме и составляющее мостик между романтизмом и реализмом, оказало большое влияние на других авторов.
Избранные стихотворения поэта переведены на немецкий язык А. Штерном (Дрезден, 1891).
Помимо литературы его интересовала нумизматика.